# Mirosław Uryga
Mirosław Uryga (* 7. Februar 1962 in Nowa Ruda) ist ein ehemaliger polnischer Radrennfahrer.

## Sportliche Laufbahn
1986 war er Teilnehmer der UCI-Straßen-Weltmeisterschaften und wurde im Einzelrennen 84. Bei der Internationalen Friedensfahrt war er zweimal am Start, 1987 wurde er 23., 1988 konnte er sich als 16. platzieren. 1986 gewann er die Punktewertung in der heimischen Polen-Rundfahrt, gewann eine Etappe und wurde beim Sieg von Marek Kulas Dritter des Gesamtklassements.
1989 wurde er Mitglied des ersten polnischen Radsportteams Exbud Kielce, das von Ryszard Szurkowski geleitet wurde. Bei den UCI-Straßen-Weltmeisterschaften im selben Jahr schied er im Profi-Rennen aus. Er konnte sich als Berufsfahrer nicht durchsetzen und beendet seine Laufbahn nach nur einer Saison.